# 越谷総合食品地方卸売市場
越谷総合食品地方卸売市場（こしがやそうごうしょくひんちほうおろしうりしじょう）は、埼玉県越谷市に所在する地方卸売市場。通称「越谷市場（こしがやいちば、または こしがやしじょう）」。越谷市などが出資する株式会社埼玉県東部流通センターが開設し、管理運営にあたっている。

## 概要
1984年（昭和59年）に越谷市および近隣の草加市・三郷市・八潮市にあった四つの卸売市場が統合して成立した。
市場の名称には総合と冠されているが、卸売場・その他荷捌きに必要な施設等を設けて競売等の方法により卸売を実施している品目の分類は青果のみであるため、地方卸売市場としては青果市場として認定されている。青果卸売業者（荷受業者）はマルセンフーズ（株）。越谷市・草加市・三郷市・八潮市・吉川市・松伏町の5市1町の生鮮食料品の安定供給を担っている。
青果物以外にも鮮魚、食肉、日用品の卸売販売を行う店舗が集積しており、一般にも開放された市場として地域住民の食生活を支えている。年末には恒例の大売り出しを行い、とくに食品卸店のフジシゲには一日1000人以上が訪れるなど多くの地域住民が足を運ぶ。

## 施設概要
| 用地           | 面積               |
| -------------- | ------------------ |
| 敷地面積       | 51,000 m2          |
| 青果卸売場     | 5,626 m2           |
| 青果仲卸売場   | 952 m2             |
| 関連商品売場   | 3,248 m2           |
| サービス店舗   | 260 m2             |
| 買荷保管積込所 | 405 m2             |
| 管理事務所     | 140 m2             |
| 管理棟         | 1,010 m2           |
| 倉庫           | 572 m2             |
| 保冷庫         | 280 m2             |
| 駐車場         | 17,675 m2（707台） |

（2004年（平成16年）時点）

## 入居業者（テナント）
店舗の紹介は市場ウェブサイトを参照のこと
- 青果部
  - マルセンフーズ(株) - 青果卸売会社
  - (有)大浦商店 - 青果仲卸業者
  - (株)マルセイ - 青果物加工業者
  - (株)エイチ・エム・アグリ - 青果物加工業者

- 関連事業者
  - 明昇 - ふぐ・えび・冷凍魚
  - フジシゲ - 特種・鮮魚
  - G-7ミートテラバヤシ アンデス食品事業部 - 食肉・食肉加工品
  - 花田食肉 - その他
  - 青木堂 - 総合食品
  - 桜庭商店 - 食品・玩具
  - 大谷道具店 - 金物容器・陳列器具
  - 福田陶器店 - 陶磁器
  - 綜合雑貨岡政 - 日用雑貨
  - マルミ - 包装資材
  - くまき食堂　越谷市場店 - 飲食店
  - マーベリックスビアステーション越谷 - 飲食店
  - 美松 - 飲食店
  - セントラルキッチンSiroPro - 飲食店

- その他市場関係事業者[3]
  - (株)アスロジック - 青果物等運送業
  - (株)マルトモ - 青果物等運送業
  - (有)ケイ・コーポレーション - 青果物等運送業
  - 池町運輸倉庫(株) - 青果物等運送業
  - (株)ANBER - 日用品の卸売
  - (株)ジャパンミート - 食料品スーパー

## プレバトへの協力
2022年1月13日放送のTBS系列テレビ番組（バラエティ番組）『プレバト!!』内のスプレーアートコンテスト第5弾、において、協力、『プレバトDE市場を元気に』をテーマに、企画に参加した光宗薫、千原ジュニアら芸能人など6名と査定員であるKAZZROCKのお手本作品が市場内で製作され、展示されている。
さらに同企画の第6弾、2023年8月3日放送の第8弾においても作業場として市場内用地を提供・全面協力した。

## 注・出典